# 耶律奴瓜
耶律奴瓜（やりつ どか、生没年不詳）は、遼（契丹）の軍人。字は延寧。

## 経歴
耶律阿保機の弟の耶律蘇の孫にあたる。膂力にすぐれ、鷹や隼の調教を得意とした。統和4年（986年）、北宋の楊業の侵入を受けると、奴瓜は横帳郎君から黄皮室乣都監となり、宋軍を撃破して、奪われた城邑を奪回した。凱旋すると、諸衛小将軍の位を加えられた。再び北宋を攻撃して功績を挙げ、黄皮室詳穏に転じた。統和6年（988年）、先鋒として北宋を攻撃し、定州で宋の李忠吉の軍を破った。東京統軍使となり、金紫崇禄大夫の位を加えられた。統和13年（995年）、奚和朔奴の下で兀惹を討って敗戦し、金紫崇禄大夫の位を剥奪された。
統和19年（1001年）7月、南府宰相となった。統和21年（1003年）、また北宋を攻撃し、王継忠を望都で捕らえ、多数の宋兵を捕殺すると、功績により同中書門下平章事の位を加えられた。統和26年（1008年）、遼興軍節度使となり、まもなく南府宰相に復帰した。統和30年（1012年）、西北部で反乱が起こると、耶律弘古らとともに乱の鎮圧にあたった。開泰初年、尚父の位を加えられ、死去した。

## 伝記資料
- 『遼史』巻85 列伝第15